# Eilema decarys
Eilema decarys är en fjärilsart som beskrevs av De Toulgoët 1955. Eilema decarys ingår i släktet Eilema och familjen björnspinnare. Inga underarter finns listade i Catalogue of Life.